# Abborrtjärnen (Holmedals socken, Värmland, 659209-128147)
Abborrtjärnen är en sjö i Årjängs kommun i Värmland och ingår i Göta älvs huvudavrinningsområde.